# M83 (álbum)
M83 é o álbum de estreia da banda francesa de Eletropop e Shoegaze, M83, tendo sido lançado em 18 de abril de 2001. Produzido por M83 e Morgan Daguenet, o disco é predominantemente instrumental, com curtos diálogos aparecendo no decorrer das músicas que, se lidos em sequência, formam um pequeno conto.

## Lista de Músicas
| N.º            | Título                | Duração |  |
| 1.             | "Last Saturday"       | 0:58    |  |
| 2.             | "Night"               | 5:47    |  |
| 3.             | "At the Party"        | 1:01    |  |
| 4.             | "Kelly"               | 4:27    |  |
| 5.             | "Sitting"             | 3:03    |  |
| 6.             | "Facing That"         | 7:35    |  |
| 7.             | "Violet Tree"         | 4:53    |  |
| 8.             | "Staring at Me"       | 1:37    |  |
| 9.             | "I'm Getting Closer"  | 5:19    |  |
| 10.            | "She Stands Up"       | 5:42    |  |
| 11.            | "Carresses"           | 6:31    |  |
| 12.            | "My Face"             | 1:29    |  |
| 13.            | "I'm Happy, She Said" | 10:05   |  |
| Duração total: | Duração total:        | 66:22   |  |